# Liste der Kulturdenkmale in Oßling

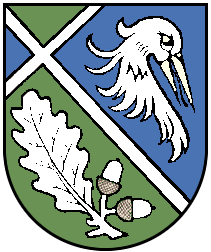
Wappen

In der Liste der Kulturdenkmale in Oßling sind die Kulturdenkmale der sächsischen Gemeinde Oßling verzeichnet, die bis September 2024 vom Landesamt für Denkmalpflege Sachsen erfasst wurden (ohne archäologische Kulturdenkmale). Die Anmerkungen sind zu beachten.
Diese Liste ist eine Teilliste der Liste der Kulturdenkmale im Landkreis Bautzen.

## Oßling
| Bild                                    | Bezeichnung | Lage                                | Datierung                                                                                  | Beschreibung | ID       |
| --------------------------------------- | --- | ----------------------------------- | ------------------------------------------------------------------------------------------ | --- | -------- |
|                                         | Sächsisch-Preußischer Grenzstein: Pilar Nr. 122 sowie sechs Läufersteine                                                                               | (Flurstück 157g) (Karte)            | Nach 1828                                                                                  | Siehe auch Sachgesamtheitsdokument – Obj. 09305644; vermessungsgeschichtlich und landesgeschichtlich von Bedeutung als Zeitdokument der historischen Grenzziehung zwischen Sachsen und Preußen nach dem Wiener Kongress 1815. Pyramidenstumpf (Grundmaß 53 × 53 cm) aus Granit mit gegenüberliegend eingemeißelter Nummer 122 und Landeskürzel KP/KS, zugehörig sechs Läufersteine in unregelmäßigen Abständen auf der Grenzlinie. Grenzstein wurde 1989 (ehemals Flurstück 152/3) an ein Privatgrundstück versetzt. | 09305460 |
| Direkt Bild zu diesem Denkmal hochladen | Seitengebäude | Bergstraße 3 (Karte)                | Laut Auskunft 1813                                                                         | Obergeschoss Fachwerk, Giebel verbrettert, Krüppelwalmdach, einer der letzten Bestandteile der alten Holzbauweise im Ort, baugeschichtlich und sozialgeschichtlich von Bedeutung, einfache Biberschwanzdeckung | 09228418 |
| Weitere Bilder                          | Sachgesamtheit Königlich-Sächsische Triangulierung („Europäische Gradmessung im Königreich Sachsen“); Station 1 Oßling                                 | Kirchweg (auf dem Kirchhof) (Karte) | Bezeichnet mit 1864 (Triangulationssäule); 1993 (Neuaufstellung)                           | Triangulationsstein, Station 1. Ordnung; vermessungsgeschichtlich von Bedeutung; Pfeiler wurde auf der früheren Liesker Höhe westlich des damaligen Dorfes Oßling errichtet. Für die Standfläche des Pfeilers wurde mit Vertrag vom 30. Juni 1864 ein Baurecht erworben. Die anfangs mit 3,5 Meter projektierte Pfeilerhöhe wurde später zur Verminderung der Kosten auf 1,9 Meter reduziert, da diese Höhe für die sächsische Triangulierung ausreichte und es fraglich war, ob die preußische Vermessung den Pfeiler benutzen würde. Gestaltung und Abmessungen wurden jedoch so gewählt, dass eine Erhöhung um 1,5 Meter bei gleicher Stabilität möglich war. Der Triangulationspfeiler wurde wegen der Abtragung des Berges durch den Betrieb eines Steinbruchs schon in den 1980er Jahren erst verlegt, 1993 in den Ort Oßling in den Kirchenpark versetzt. Die originale Vermarkung ist dadurch erhalten geblieben und durch Pflege und Säuberung in sehr gutem Zustand. Die Steine haben eine sehr helle Farbe. Der Pfeiler selbst besteht aus Kamenzer Granit. Die auf dem Pfeiler befindliche granitene Abdeckung scheint nachträglich erneuert worden zu sein. Neben der gut erhaltenen Pfeilerinschrift „Station/OSSLING/der/Mitteleurop. Gradmessung/__/K.Sachsen/1864“, die an diesem Standort in Richtung Osten zeigt, sind noch Dreieck (N) und TP (S) eingemeißelt. Auf der westlichen Seite des Pfeilers befinden sich zwei abgebrochene Höhenmarken. Eine Erläuterungstafel, unmittelbar neben der Säule auf einem Granitstein montiert, weist auf die Bedeutung des Punktes und seine Geschichte hin. Von 1862 bis 1890 erfolgte im Königreich Sachsen eine Landesvermessung, bei der zwei Dreiecksnetze gebildet wurden. Zum einen handelt es sich um das Netz für die Gradmessung im Königreich Sachsen (Netz I. Classe/Ordnung) mit 36 Punkten und die Königlich Sächsische Triangulierung (Netz II. Classe/Ordnung) mit 122 Punkten. Die hierfür gesetzten Vermessungssäulen blieben fast vollständig an ihren ursprünglichen Standorten erhalten. Sie sind ein eindrucksvolles Zeugnis der Geschichte der Landesvermessung in Deutschland sowie in Sachsen. Das System der Vermessungssäulen beider Ordnungen ist in seiner Gesamtheit ein Kulturdenkmal von überregionaler Bedeutung. | 09304061 |
| Weitere Bilder                          | Kirche mit Kirchhof und Einfriedung, darin eingemauertes Mord- und Sühnekreuz, Gedenkstein für die Gefallenen des Ersten Weltkrieges und fünf Grabmale | Kirchweg (Karte)                    | 1803–1805 (Kirche); 15.–17. Jahrhundert (Mord- und Sühnekreuz); nach 1918 (Kriegerdenkmal) | Saalkirche, Putzbau mit hohen Rundbogenfenstern und Gliederung durch breite Lisenen, Westturm mit flacher Haube und Laterne, baugeschichtlich und ortsgeschichtlich von Bedeutung. - Innen: Hallenkirche mit flacher Apsis und drei Emporen, flache klassizistische Kapitelle, sechs Logen, Altar mit Gemälde von 1897, Buntglasfenster um 1900, Ausmalung 1909, schlichte Raumwirkung, Ausmalung der Kirche durch mehrere Dresdner Kunstmaler, auf der flachen Decke Kreuz mit Evangelistensymbolen, Eule-Orgel (Nummer 33) von 1885 ist in die umlaufenden Emporen integriert, zwei Epitaphien aus der alten Kirche, alles bezeichnet mit 1721, Wappen von Milstricher Rittergut, das andere bezeichnet mit 1713, Wappen von Döbra/Trado, vier Bilder auf Holz, Bauernmalerei mit Themen: Gethsemane, Grablegung, Auferstehung, Himmelfahrt. Zwei Büsten um 1909, Luther und Melanchthon. - Außen: über der Eingangstür Sandsteintafel mit sorbischer Inschrift, bezeichnet mit 1805, Kirchhof 1803 erweitert, umlaufende Einfriedung aus verputztem Bruchsteinmauerwerk, bezeichnet mit 1822 neben dem Haupteingang mit schmiedeeisernem Tor, darin eingemauert Mord- und Sühnekreuz, Gedenkstein für die Gefallenen des Ersten Weltkrieges (Findling mit Inschrift, nach 1918) und drei weitere denkmalwerte Grabmale: - Grabmal Andreas von Ludewig (gestorben 1796) und seine Frau (gestorben 1808), klassizistisches Grabmal mit urnenbekröntem Säulenstumpf über Sockel und Postament, Sandstein, nach 1796 - Grabplatte Ernst Friedrich von Goetz (1796–1868), Rittmeister und Herr auf Piskowitz, schlichte Platte mit Inschrift, Metallguss, nach 1868 - Grabplatte Joachim Friedrich Gotthelf von Zezschwitz (1744–1820), General der Kavallerie und Herr auf Piskowitz, Platte mit efeuumranktem Medaillon mit Inschrift, Metallguss, nach 1820 - Grabmal Pastor Christian Gottlob Schmiedt (gestorben 1778), Sandstein - Grabmal Pastor Johann Lehmann (gestorben 1790), Sandstein | 09228414 |
|                                         | Kantorat | Kirchweg 2 (Karte)                  | 1783                                                                                       | Obergeschoss Fachwerk, Giebelseite verbrettert, Krüppelwalmdach, in ursprünglicher Struktur und schlichtem Aussehen erhalten und damit eines der wenigen Beispiele dieser Art in Oßling, baugeschichtlich und ortsgeschichtlich von Bedeutung | 09228415 |
| Direkt Bild zu diesem Denkmal hochladen | Pfarrhaus mit Einfriedung aus Granitpfosten | Kirchweg 6 (Karte)                  | Bezeichnet mit 1785                                                                        | Mächtiger zweigeschossiger Putzbau mit Krüppelwalmdach, Türgewände mit Korbbogen, schöne Haustür (um 1900), baugeschichtlich und ortsgeschichtlich von Bedeutung, Portal bezeichnet mit „1785 I.L.“ | 09228413 |
| Direkt Bild zu diesem Denkmal hochladen | Scheune | Wiesenweg 7 (Karte)                 | Um 1850                                                                                    | Fachwerk mit Lehmausfachungen, auf Feldsteinsockel, giebelseitig verbrettert, baugeschichtlich und sozialgeschichtlich von Bedeutung, Hofeinfahrt mit klassizistischem Torpfosten aus Sandstein | 09228412 |
|                                         | Schulgebäude | Wittichenauer Straße 10 (Karte)     | 1905                                                                                       | Historistischer Bau aus gelbem Backstein mit übergiebeltem Mittelrisalit, mit kleinem Annexbau in ähnlicher Gestalt, baugeschichtlich, ortsgeschichtlich und ortsbildprägend von Bedeutung, zinnenartige Schmuckformen am Giebel, Mittelrisalit mit schöner Tür, Okulus im Giebel, darauf schmiedeeisernes Kreuz, segmentbogige Fenster, Bogen aus rotem Backstein mit Schlussstein, Zierelemente abwechselnd aus rotem Stein und Sandstein | 09228416 |

## Liebegast
| Bild           | Bezeichnung                                                             | Lage                                              | Datierung | Beschreibung | ID       |
| -------------- | ----------------------------------------------------------------------- | ------------------------------------------------- | --------- | --- | -------- |
|                | Sächsisch-Preußischer Grenzstein: Pilar Nr. 121 sowie zwei Läufersteine | (südlich des Ortes, Flur 3, Flurstück 81) (Karte) | Nach 1828 | Siehe auch Sachgesamtheitsdokument – Obj. 09305644; vermessungsgeschichtlich und landesgeschichtlich von Bedeutung als Zeitdokument der historischen Grenzziehung zwischen Sachsen und Preußen nach dem Wiener Kongress 1815. Pyramidenstumpf (Grundmaß 53 × 53 cm) aus Granit mit gegenüberliegend eingemeißelter Nummer 121 und Landeskürzel direkt auf der Grenzlinie, dazwischen zwei Läufersteine in unregelmäßigen Abständen, zusätzlich zeitweise farbig mit gezackten Bordüren gefasst (KS – grün-weiß, KP – schwarz-weiß), keine Farbfassung erhalten. | 09228411 |
| Weitere Bilder | Sächsisch-Preußischer Grenzstein: Pilar Nr. 123 sowie 13 Läufersteine   | (Flur 1, Flurstück 87) (Karte)                    | Nach 1828 | Siehe auch Sachgesamtheitsdokument – Obj. 09305644; vermessungsgeschichtlich und landesgeschichtlich von Bedeutung als Zeitdokument der historischen Grenzziehung zwischen Sachsen und Preußen nach dem Wiener Kongress 1815. Pyramidenstumpf (Grundmaß 53 × 53 cm) aus Granit mit gegenüberliegend eingemeißelter Nummer 123 und Landeskürzel KP/KS direkt auf der Grenzlinie; zugehörig 13 Läufersteine in unregelmäßigen Abständen auf der Grenzlinie. Grenzstein zusätzlich mit grün-weißer bzw. schwarz-weißer Bordüre gefasst.                            | 09305461 |

## Lieske
| Bild                                    | Bezeichnung | Lage                                                   | Datierung                 | Beschreibung | ID       |
| --------------------------------------- | --- | ------------------------------------------------------ | ------------------------- | --- | -------- |
|                                         | Sächsisch-Preußischer Grenzstein: Pilar Nr. 126 sowie sechs Läufersteine | (Flurstück 621/2) (Karte)                              | Nach 1828                 | Siehe auch Sachgesamtheitsdokument – Obj. 09305644; vermessungsgeschichtlich und landesgeschichtlich von Bedeutung als Zeitdokument der historischen Grenzziehung zwischen Sachsen und Preußen nach dem Wiener Kongress 1815. Pyramidenstumpf (Grundmaß 53 × 53 cm) aus Granit mit gegenüberliegend eingemeißelter Nummer 126 und Landeskürzel KP/KS direkt auf der Grenzlinie; zugehörig sechs Läufersteine in unregelmäßigen Abständen auf der Grenzlinie. | 09305463 |
|                                         | Sächsisch-Preußischer Grenzstein: Pilarpaar Nr. 127 sowie drei Läufersteine | (Flurstück 544) (Karte)                                | Nach 1828                 | Siehe auch Sachgesamtheitsdokument – Obj. 09305644; vermessungsgeschichtlich und landesgeschichtlich von Bedeutung als Zeitdokument der historischen Grenzziehung zwischen Sachsen und Preußen nach dem Wiener Kongress 1815. Zwei Granitquader (42 × 42 cm) mit Nummer 127 und Landeskürzel, je einer auf sächsischer („KS“, Königreich Sachsen) und preußischer Seite („KP“, Königreich Preußen) mit drei dazwischen befindlichen Läufersteinen, über die die Grenzlinie verläuft; zeitweise farbig mit gezackten Bordüren gefasst (KS – grün-weiß, KP – schwarz-weiß). Farbfassung nicht erhalten; eigentlich ist an diesem Grenzabschnitt Pilartyp Nr. 2 (ein einzelner Pyramidenstumpf) üblich, die beiden Granitquader nach Typ 1 bilden eine Ausnahme. | 09305464 |
|                                         | Sächsisch-Preußischer Grenzstein: Pilar Nr. 128 sowie 20 Läufersteine | (Flurstück 530/2) (Karte)                              | Nach 1828                 | Siehe auch Sachgesamtheitsdokument – Obj. 09305644; vermessungsgeschichtlich und landesgeschichtlich von Bedeutung als Zeitdokument der historischen Grenzziehung zwischen Sachsen und Preußen nach dem Wiener Kongress 1815. Pyramidenstumpf (Grundmaß 53 × 53 cm) aus Granit mit gegenüberliegend eingemeißelter Nummer 128 und Landeskürzel direkt auf der Grenzlinie, zugehörig 20 Läufersteine in unregelmäßigen Abständen auf der Grenzlinie; zusätzlich farbig mit gezackten Bordüren gefasst (KS – grün-weiß, KP – schwarz-weiß). | 09305465 |
| Direkt Bild zu diesem Denkmal hochladen | Denkmal für die Gefallenen des Ersten Weltkrieges | Hauptstraße 4 (gegenüber) (Karte)                      | 1934                      | Granitkubus mit eingelassener Inschrifttafel, Kreuz und Stahlhelm, ortsgeschichtlich von Bedeutung; Unterschutzstellung auf Anregung der Gemeinde und in Absprache mit Landratsamt Kamenz, Unterer Denkmalschutzbehörde und Landesamt für Denkmalpflege | 09284972 |
| Direkt Bild zu diesem Denkmal hochladen | Rittergut Lieske; Missionshof Lieske; Südwestliches Wirtschaftsgebäude über winkligem Grundriss, südliches Wirtschaftsgebäude, straßenbegleitende Einfriedungsmauer und nordöstliche Einfriedungsmauer eines ehemaligen Rittergutes | Hauptstraße 30 (Karte)                                 | 2. Hälfte 19. Jahrhundert | Heute Missionshof, aufwendiges Wirtschaftsgebäude mit Lisenen, Gurtgesims und strebepfeilerhaften Wandvorlagen, die die Längswand strukturieren, südliches Wirtschaftsgebäude Stallscheune als langgezogener Baukörper mit vier Ladeluken, ein Risalit mit halbrunder Luke und Uhr, baugeschichtlich und ortsbildprägend von Bedeutung. Wirtschaftsgebäude über winkligem Grundriss mit einfachen Segmentbogenfenstern, im Obergeschoss abgewechselt mit kleinen rechteckigen Fenstern, Giebelfront mit Okulus, Feldsteinmauer ca. 35 m lang, eine zweite (verputzt) ca. 100 m lang, nach Süden, der westliche Teil des südlichen Wirtschaftsgebäudes wurde nach 1996 abgebrochen.                                                                            | 09228409 |
| Direkt Bild zu diesem Denkmal hochladen | Esse | bei Hauptstraße 30 (50 m südöstlich des Gutes) (Karte) | 19. Jahrhundert           | Rechteckiger Backsteinbau von ca. 15 m Höhe, mit Storchennest, technikgeschichtlich und ortsbildprägend von Bedeutung | 09228484 |

## Milstrich
| Bild                                    | Bezeichnung                                                                                            | Lage                               | Datierung                                                                | Beschreibung | ID       |
| --------------------------------------- | --- | ---------------------------------- | ------------------------------------------------------------------------ | --- | -------- |
| Direkt Bild zu diesem Denkmal hochladen | Westliches Wirtschaftsgebäude mit Kreuzgratgewölben, ohne Hausnummer                                   | Eichenweg (Karte)                  | 1. Hälfte 19. Jahrhundert                                                | Einzeldenkmal des ehemaligen Rittergutes Milstrich; authentischer Baukörper mit bau-, orts- und sozialgeschichtlicher Bedeutung, von außen geringfügig überformt zu LPG-Zeiten, Ladegaupe, innen schöne Gewölbe (hinter dem am Eichenweg stehenden Stallgebäude zurückstehend in zweiter Reihe mit Ladeluke und niedrigem hinteren Anbau)                   | 09302881 |
| Direkt Bild zu diesem Denkmal hochladen | Nördlich gelegenes Gesindehaus mit Bedienstetenwohnungen sowie Gutspark mit Teich (Gartendenkmal)      | Eichenweg 1 (Karte)                | Bezeichnet mit 1804 im Schlussstein                                      | Einzeldenkmal des ehemaligen Rittergutes Milstrich; authentischer Baukörper mit bau-, orts- und sozialgeschichtlicher Bedeutung, zweigeschossiger massiver Putzbau mit Dachhecht und Krüppelwalm, überformt im 19. Jahrhundert und 1. Hälfte 20. Jahrhundert, dennoch weitgehend authentische Kubatur und Proportionen, bezeichnet mit 1804 im Schlussstein | 09302881 |
| Direkt Bild zu diesem Denkmal hochladen | Ländliches Wohnhaus                                                                                    | Forstweg 29 (Karte)                | 1. Hälfte 19. Jahrhundert                                                | Eingeschossiger Putzbau mit Satteldach und Hechtgaupe, baugeschichtlich und sozialgeschichtlich von Bedeutung, bis 2011 irrtümlich unter Auenweg 29 in der Denkmalliste | 09284078 |
| Direkt Bild zu diesem Denkmal hochladen | Seitengebäude und Verbindungsbau über dem Mühlgraben sowie Mühlgraben und Mühlrad eines Mühlenanwesens | Mittelstraße 1 (gegenüber) (Karte) | 1. Hälfte 19. Jahrhundert                                                | Seitengebäude Obergeschoss Fachwerk, ruinös, baugeschichtlich und ortsgeschichtlich von Bedeutung, Wohnmühlenhaus zum Teil abgebrannt am 6. Juli 2001, Streichung der Ruine 2012, bis 2011 irrtümlich unter Am Mühlengraben in der Denkmalliste, laut ALK-Daten gibt es Anschrift Am Mühlengraben nicht                                                     | 09284084 |
|                                         | Bildstock mit originalem Kopfstück                                                                     | Mittelstraße 3 (gegenüber) (Karte) | 1520 (Bildstock); 1757 (Grabmal)                                         | Granitstele (neu), tabernakelartiger Sandsteinaufsatz mit Kreuzigungsdarstellung und Piéta, künstlerisch und regionalgeschichtlich von Bedeutung | 09302880 |
| Direkt Bild zu diesem Denkmal hochladen | Wohnhaus, Seitengebäude und Scheune eines Dreiseithofes                                                | Mittelstraße 17 (Karte)            | 2. Hälfte 19. Jahrhundert (Bauernhaus); bezeichnet mit 1934 (Scheune)    | Wohnhaus Putzbau mit Zwillingsfenster im Giebel und Satteldach, baugeschichtlich und wirtschaftsgeschichtlich von Bedeutung | 09284086 |
| Direkt Bild zu diesem Denkmal hochladen | Seitengebäude (Nr. 29) und Scheune eines Dreiseithofes                                                 | Mittelstraße 27, 29 (Karte)        | Bezeichnet mit 1851 (Seitengebäude); 2. Hälfte 19. Jahrhundert (Scheune) | Seitengebäude Obergeschoss Fachwerk verbrettert, Holzscheune, baugeschichtlich und sozialgeschichtlich von Bedeutung | 09284088 |
| Direkt Bild zu diesem Denkmal hochladen | Wohnstallhaus                                                                                          | Mittelstraße 44 (Karte)            | Um 1850                                                                  | Obergeschoss Fachwerk verputzt, Giebel verbrettert, baugeschichtlich von Bedeutung | 09284074 |

## Scheckthal
| Bild                                    | Bezeichnung                                                                                               | Lage                                                                                | Datierung   | Beschreibung | ID       |
| --------------------------------------- | --- | ----------------------------------------------------------------------------------- | ----------- | --- | -------- |
| Direkt Bild zu diesem Denkmal hochladen | Waldkapelle Oßling; aus ehemaligem Lokschuppen umgebaute Kapelle für Katholiken aus den Dörfern um Oßling | (hinter Ortsausfahrt Oßling Richtung Wittichenau an Straße nach Scheckthal) (Karte) | 1957, Weihe | Regionalgeschichtliche und ortsgeschichtliche Bedeutung. Ehemals alter Lokschuppen im Wald zwischen Oßling und Scheckthal, früher dort Reparatur von Loks der nahe gelegenen Grauwecke-Steinbrüche der Firma Metzner, 1955 Geschenk des Schuppens an Gemeinde. Kaplan Gerold Schneider hatte Idee zum Umbau des Lokschuppens zu Kapelle für etwa 400 Katholiken der Dörfer um Oßling. Gottfried Zawadzki als Künstler setzte Umbaupläne um, dabei Aufstellung des Altars in Raummitte (Ausnahme in katholischen Kirchen der 1950er Jahre), in DDR ohnehin, zusätzlich Problem der Errichtung/Einrichtung eines Kirchbaus, da Genehmigung von staatlicher Seite erforderlich. Weihe der Kapelle am 15. September 1957, damals fortschrittlichster Kirchenbau, Priester konnte der Gemeinde zugewandt die Heilige Messe feiern, zeitgeschichtliches Zeugnis. Anfang der 1990er Jahre Sanierung (neuer Fußboden, neue Deckenverkleidung, neue Fenster, Lüftungssystem, elektrisches Licht über Generator statt vorheriger Kerzenbeleuchtung). | 09304296 |

## Skaska
| Bild                                    | Bezeichnung | Lage                               | Datierung | Beschreibung | ID       |
| --------------------------------------- | --- | ---------------------------------- | --------- | --- | -------- |
|                                         | Sächsisch-Preußischer Grenzstein: Pilar Nr. 119 sowie 10 Läufersteine                                                                       | (Flurstück 98) (Karte)             | Nach 1828 | Siehe auch Sachgesamtheitsdokument – Obj. 09305644; vermessungsgeschichtlich und landesgeschichtlich von Bedeutung als Zeitdokument der historischen Grenzziehung zwischen Sachsen und Preußen nach dem Wiener Kongress 1815. Pyramidenstumpf (Grundmaß 53 × 53 cm) aus Granit mit gegenüberliegend eingemeißelter Nummer 119 und Landeskürzel KP/KS direkt auf der Grenzlinie, zugehörig 10 Läufersteine in unregelmäßigen Abständen auf der Grenzlinie. Grenzstein ohne Farbfassung, Landeskürzel nachträglich entfernt und nicht mehr lesbar.   | 09305457 |
|                                         | Sächsisch-Preußischer Grenzstein: Pilar Nr. 120 sowie drei Läufersteine                                                                     | (Flurstück 200a) (Karte)           | Nach 1828 | Siehe auch Sachgesamtheitsdokument – Obj. 09305644; vermessungsgeschichtlich und landesgeschichtlich von Bedeutung als Zeitdokument der historischen Grenzziehung zwischen Sachsen und Preußen nach dem Wiener Kongress 1815. Pyramidenstumpf (Grundmaß 53 × 53 cm) aus Granit mit gegenüberliegend eingemeißelter Nummer 120 und Landeskürzel KP/KS direkt auf der Grenzlinie, zugehörig drei Läufersteine in unregelmäßigen Abständen auf der Grenzlinie. Grenzstein ohne Farbfassung, Landeskürzel nachträglich entfernt und nicht mehr lesbar. | 09305458 |
| Direkt Bild zu diesem Denkmal hochladen | Ehemaliger Gutspark des Rittergutes Skaska, mit Resten der ehemaligen geometrischen Ausbildung mit Wiesen und teilweise altem Gehölzbestand | Sportplatzstraße (Dammweg) (Karte) | ab 1730   | Mit Resten der ehemaligen geometrischen Ausbildung mit Wiesen und teilweise altem Gehölzbestand, unter Carl Heinrich Graf von Hoym angelegt, ortsgeschichtliche Bedeutung | 09304175 |

## Trado
| Bild                                    | Bezeichnung                                        | Lage                 | Datierung           | Beschreibung                       | ID       |
| --------------------------------------- | -------------------------------------------------- | -------------------- | ------------------- | ---------------------------------- | -------- |
| Direkt Bild zu diesem Denkmal hochladen | Krebsmühle; Stampftrog der ehemaligen Hirsestampfe | Dorfallee 26 (Karte) | Bezeichnet mit 1788 | Technikgeschichtlich von Bedeutung | 09228485 |

## Weißig
| Bild                                    | Bezeichnung | Lage                                                   | Datierung | Beschreibung | ID       |
| --------------------------------------- | --- | ------------------------------------------------------ | --- | --- | -------- |
|                                         | Sächsisch-Preußischer Grenzstein: Pilar Nr. 131 sowie 18 Läufersteine | (Flurstück 1161/1) (Karte)                             | Nach 1828 | Siehe auch Sachgesamtheitsdokument – Obj. 09305644; vermessungsgeschichtlich und landesgeschichtlich von Bedeutung als Zeitdokument der historischen Grenzziehung zwischen Sachsen und Preußen nach dem Wiener Kongress 1815. Pyramidenstumpf (Grundmaß 53 × 53 cm) aus Granit mit gegenüberliegend eingemeißelter Nummer 131 und Landeskürzel direkt auf der Grenzlinie, zugehörig 18 Läufersteine in unregelmäßigen Abständen auf der Grenzlinie; zusätzlich farbig mit gezackten Bordüren gefasst (KS – grün-weiß, KP – schwarz-weiß). | 09305468 |
|                                         | Sächsisch-Preußischer Grenzstein: Pilar Nr. 133 sowie 19 Läufersteine | (Flurstück 1056) (Karte)                               | Nach 1828 | Siehe auch Sachgesamtheitsdokument – Obj. 09305644; vermessungsgeschichtlich und landesgeschichtlich von Bedeutung als Zeitdokument der historischen Grenzziehung zwischen Sachsen und Preußen nach dem Wiener Kongress 1815. Pyramidenstumpf (Grundmaß 53 × 53 cm) aus Granit mit gegenüberliegend eingemeißelter Nummer 133 und Landeskürzel direkt auf der Grenzlinie, zugehörig 19 Läufersteine in unregelmäßigen Abständen auf der Grenzlinie. | 09305470 |
| Direkt Bild zu diesem Denkmal hochladen | Gedenkstein, für Reitergefecht bei Zschornau-Weißig im Napoleonischen Krieg am 11. September 1813 in Form eines Findlings (Naturstein) mit gekreuzten Säbeln und Inschrift | (Flurstück 524a) (Karte)                               | 1813 | Ortsgeschichtlich von Bedeutung | 09305717 |
| Direkt Bild zu diesem Denkmal hochladen | Wohnhaus | Am Dorfteich 6 (Karte)                                 | 1. Hälfte 19. Jahrhundert                                                                                     | Obergeschoss Fachwerk, im Giebel Lyraform, baugeschichtlich und ortsbildprägend von Bedeutung, Fenster gesprosst und in Originalgröße, einfache Biberschwanzdeckung, wurde umgebaut | 09228426 |
| Direkt Bild zu diesem Denkmal hochladen | Scheune | Am Dorfteich 16 (Karte)                                | 2. Hälfte 19. Jahrhundert                                                                                     | Zweiriegeliges Fachwerk mit Kopfbändern, Giebel verbrettert, Feldsteinsockel, ursprünglich Durchfahrtsscheune, baugeschichtlich und ortsbildprägend von Bedeutung, alte Biberschwanzdeckung | 09228427 |
| Weitere Bilder                          | Denkmal für die Gefallenen des Ersten und Zweiten Weltkrieges in gestalteter Anlage                                                                                        | Dorfstraße (Karte)                                     | Nach 1918 | Sandsteinkubus mit Gedenktafeln, Skulptur eines schlafenden Löwen als oberer Abschluss, ortsgeschichtlich von Bedeutung | 09228424 |
| Direkt Bild zu diesem Denkmal hochladen | Wegestein | Dorfstraße 22 (bei) (Karte)                            | 19. Jahrhundert                                                                                               | Verkehrsgeschichtlich von Bedeutung, Natursteinstele quadratischen Querschnitts mit geradem Abschluss | 09228429 |
|                                         | Wohnstallhaus | Langes Gäßchen 4 (Karte)                               | Um 1800 | Obergeschoss und Giebel Sichtfachwerk, baugeschichtlich und straßenbildprägend von Bedeutung, saniert | 09228423 |
| Weitere Bilder                          | Wegestein | Schloßstraße (Ecke Dorfstraße) (Karte)                 | 19. Jahrhundert                                                                                               | Verkehrsgeschichtlich von Bedeutung, Granitstele mit pyramidalem Abschluss | 09228422 |
| Weitere Bilder                          | Rittergut, Schloss und Schlosspark Weißig (Sachgesamtheit) | Schloßstraße 3 (Karte)                                 | 1909 (Schloss/Rittergut); bezeichnet mit 1842 (Wirtschaftsgebäude); 2. Hälfte 19. Jahrhundert (Wohnstallhaus) | Sachgesamtheit Schloss und Schlosspark Weißig mit folgenden Einzeldenkmalen: Schloss, seitlich vor dem Schloss gelegenes Wohnstallhaus, Einfriedungsmauer, zwei Wirtschaftsgebäude und Brunnen im Park (siehe Obj. 09303603, gleiche Anschrift), Gruft und Gedenkstein der Familie von Zehmen (siehe Obj. 09228420, gleiche Anschrift), Gutspark (Gartendenkmal) und der Wirtschaftshof mit östlichem Wirtschaftsgebäude als Sachgesamtheitsteile, baugeschichtlich, ortsgeschichtlich und ortsbildprägend von Bedeutung. Park zum Teil mit historischem Baumbestand, östlich des Schlosses erstreckt sich hainartiger Baumbestand, geprägt von kapitalen Alteichen, mehrere Spaziergänge parallel zum Hang mit weiten Sichten auf das Hügelland von Kamenz (Blick nach Süden), in der Nähe des Mausoleums Vinca minor (Linde auf erhöhtem Aussichtsplatz), Solitäreiche im Übergang zum Wiesenraum (Südrand). | 09228419 |
| Weitere Bilder                          | Herrenhaus (Einzeldenkmal zu ID-Nr. 09228419) | Schloßstraße 3 (Karte)                                 | 1909 | Einzeldenkmal der Sachgesamtheit Schloss und Schlosspark Weißig; Schloss historistischer Putzbau im Stil der Neorenaissance, baugeschichtlich, ortsgeschichtlich und ortsbildprägend von Bedeutung. Herrenhaus dreigeschossiger Massivbau mit steilem Dach, Dachreiter und Zwerchhäusern, zum Garten hin eine Freitreppe, giebelseitig Balkone, zum großen Teil historische Fenster. | 09303603 |
|                                         | Seitlich vor dem Schloss gelegenes Wohnstallhaus (Einzeldenkmal zu ID-Nr. 09228419)                                                                                        | Schloßstraße 3 (Karte)                                 | 2. Hälfte 19. Jahrhundert                                                                                     | Einzeldenkmal der Sachgesamtheit Schloss und Schlosspark Weißig; baugeschichtlich, ortsgeschichtlich und ortsbildprägend von Bedeutung. Wohnstallhaus zweigeschossig, einheitliche Fachwerkkonstruktion über kleinem massivem Erdgeschoss-Teil, ansonsten Feldsteinsockel, Krüppelwalmdach mit Biberschwanzdeckung, originale Fensteröffnungsmaße, aber leider durchgängig neue Einglasscheiben. | 09303603 |
|                                         | Einfriedung (Einzeldenkmal zu ID-Nr. 09228419) | Schloßstraße 3 (Karte)                                 | | Einzeldenkmal der Sachgesamtheit Schloss und Schlosspark Weißig, Formsteine | 09303603 |
|                                         | Zwei Wirtschaftsgebäude (Einzeldenkmal zu ID-Nr. 09228419) | Schloßstraße 3 (Karte)                                 | Bezeichnet mit 1842                                                                                           | Einzeldenkmale der Sachgesamtheit Schloss und Schlosspark Weißig; baugeschichtlich, ortsgeschichtlich und ortsbildprägend von Bedeutung. | 09303603 |
| Direkt Bild zu diesem Denkmal hochladen | Brunnen (Einzeldenkmal zu ID-Nr. 09228419) | Schloßstraße 3 (Karte)                                 | | Einzeldenkmal der Sachgesamtheit Schloss und Schlosspark Weißig | 09303603 |
| Weitere Bilder                          | Zehmensche Gruft; Gruft und Gedenkstein der Familie von Zehmen (Einzeldenkmal zu ID-Nr. 09228419)                                                                          | Schloßstraße 3 (im Wald östlich des Schlosses) (Karte) | 1842–1844 (Mausoleum); bezeichnet mit 1818 (Gedenkstein)                                                      | Einzeldenkmale der Sachgesamtheit Schloss und Schlosspark Weißig; drei über Eck gestellte Arkaden als nicht überdachtes Entrée, mit Inschrifttafel der Familie von Zehmen und Wappen und Lebensdaten über dem Eingang, baugeschichtlich und ortsgeschichtlich von Bedeutung. - Mausoleum: neogotisches eingeschossiges Bauwerk mit zwei dekorativen Wappensteinen und Bezeichnung 1844, 1938, saniert. - Denkmal: auf zweifach abgestufter quadratischer Sockelplatte erhebt sich Postament mit Inschriftenplatte „Ihren theuren Eltern setzten dieses ihre dankbaren Kinder und Enkel d. 21. August 1818“, darüber Kämpferplatte und sockelartiger Aufsatz | 09228420 |

## Ehemalige Denkmäler

### Ehemaliges Denkmal (Oßling)
| Bild | Bezeichnung                                            | Lage                            | Datierung                                          | Beschreibung | ID       |
| ---- | ------------------------------------------------------ | ------------------------------- | -------------------------------------------------- | --- | -------- |
|      | Gasthaus „Zum Alten Wirtshaus“ mit angebautem Tanzsaal | Wittichenauer Straße 15 (Karte) | Bezeichnet mit 1594 (Gasthaus); um 1900 (Tanzsaal) | Gasthaus gedrungener Bau mit Krüppelwalmdach, dahinter großer Tanzsaal mit Rundbogenfenstern, baugeschichtlich, ortsgeschichtlich und ortsbildprägend von Bedeutung, Granit-Eingangsstufen. Zwischen 2021 und 2024 abgerissen. | 09228417 |

### Ehemalige Denkmäler (Milstrich)
| Bild                                    | Bezeichnung                                       | Lage                                                    | Datierung                                                              | Beschreibung | ID       |
| --------------------------------------- | ------------------------------------------------- | ------------------------------------------------------- | ---------------------------------------------------------------------- | --- | -------- |
| Direkt Bild zu diesem Denkmal hochladen | Forsthaus                                         | Am Mühlgraben 1 (südwestlich der Mühle gelegen) (Karte) | Anfang 19. Jahrhundert                                                 | Obergeschoss Fachwerk, verbrettert, baugeschichtlich und ortsgeschichtlich von Bedeutung; nach 2014 von der Denkmalliste gestrichen | 09284085 |
|                                         | Rittergut und Gutspark Milstrich (Sachgesamtheit) | Eichenweg 1, 3 (Herrenhaus Mittelstraße 1) (Karte)      | 18./19. Jahrhundert (Rittergut); 19. Jahrhundert (Scheune Eichenweg 3) | Sachgesamtheit ehemaliges Rittergut Milstrich mit folgenden Einzeldenkmalen: westliches Wirtschaftsgebäude mit Kreuzgratgewölben (ohne Hausnummer) und nördlich davon gelegenes Gesindehaus (Nr. 1) mit Bedienstetenwohnungen sowie Teich im Gutspark (siehe Obj. 09302881), Gutspark (Gartendenkmal) und folgenden Sachgesamtheitsteilen: Herrenhaus sowie Wirtschaftshof mit drei Wirtschaftsgebäuden und drei Scheunen; weitgehend authentisch in Struktur belassene Anlage mit bau-, orts- und sozialgeschichtlicher Bedeutung. - Herrenhaus: vermutlich alter Kern und herkömmliche bauzeitliche Stützpfeiler, ansonsten mehrfach umgebaut (Dachschleppe, Giebel, Vorbau, liegende Dachfenster, rückseitiger Anbau, Treppe) - Stallgebäude: Bruchsteinmauerwerk, im Erdgeschoss original erhalten, Dachstuhl ruinös, Krüppelwalmdach, Ladeluke, zum Teil profiliertes Traufgesims erhalten, Granitgewände - ehemalige Scheune: total umgebautes, modernisiertes Objekt, heute Wohnhaus - ehemaliges Stallgebäude: ruinöser Bauzustand - ehemalige Scheune: rechter Teil zum Wohnhaus umgebaut - ehemaliges Stallgebäude: alter Kern, Überformung zur Zeit der LPG-Nutzung, Satteldach, keine Gewölbe, LPG-Fenster, baulich verbunden mit benachbartem ehemaligen Scheunengebäude, Eichenweg 3, 19. Jahrhundert - Park und Teich nordwestlich des Gutes gelegen, mit historischem Gehölzbestand Zwischen 2017 und 2024 aus der Denkmalliste gestrichen. | 09284073 |

## Tabellenlegende
- Bild: Bild des Kulturdenkmals, ggf. zusätzlich mit einem Link zu weiteren Fotos des Kulturdenkmals im Medienarchiv Wikimedia Commons. Wenn man auf das Kamerasymbol klickt, können Fotos zu Kulturdenkmalen aus dieser Liste hochgeladen werden:
- Bezeichnung: Denkmalgeschützte Objekte und ggf. Bauwerksname des Kulturdenkmals
- Lage: Straßenname und Hausnummer oder Flurstücknummer des Kulturdenkmals. Die Grundsortierung der Liste erfolgt nach dieser Adresse. Der Link (Karte) führt zu verschiedenen Kartendiensten mit der Position des Kulturdenkmals. Fehlt dieser Link, wurden die Koordinaten noch nicht eingetragen. Sind diese bekannt, können sie über ein Tool mit einer Kartenansicht einfach nachgetragen werden. In dieser Kartenansicht sind Kulturdenkmale ohne Koordinaten mit einem roten bzw. orangen Marker dargestellt und können durch Verschieben auf die richtige Position in der Karte mit Koordinaten versehen werden. Kulturdenkmale ohne Bild sind an einem blauen bzw. roten Marker erkennbar.
- Datierung: Baubeginn, Fertigstellung, Datum der Erstnennung oder grobe zeitliche Einordnung entsprechend des Eintrags in der sächsischen Denkmaldatenbank
- Beschreibung: Kurzcharakteristik des Kulturdenkmals entsprechend des Eintrags in der sächsischen Denkmaldatenbank, ggf. ergänzt durch die dort nur selten veröffentlichten Erfassungstexte oder zusätzliche Informationen
- ID: Vom Landesamt für Denkmalpflege Sachsen vergebene, das Kulturdenkmal eindeutig identifizierende Objekt-Nummer. Der Link führt zum PDF-Denkmaldokument des Landesamtes für Denkmalpflege Sachsen. Bei ehemaligen Kulturdenkmalen können die Objektnummern unbekannt sein und deshalb fehlen bzw. die Links von aus der Datenbank entfernten Objektnummern ins Leere führen. Ein ggf. vorhandenes Icon  führt zu den Angaben des Kulturdenkmals bei Wikidata.

## Ausführliche Denkmaltexte
1. ↑  Dehio – Handbuch der deutschen Kunstdenkmäler / Sachsen Band 1:

 Evangelische Pfarrkirche. Stattliche Saalkirche. 1803–05 in Anlehnung an die Kirchen in Lohmen, Kreis Sächsische Schweiz und Uhyst am Taucher, Kreis Bautzen erbaut, aber nicht quer-, sondern längsorientiert. Innenausbau bis in die 1860er Jahre. Ursprünglich mit Kanzelaltar, der 1897 durch getrennt aufgestellte Kanzel und Altar ersetzt worden ist. Restaurierungen 1909 und 1985. Putzbau durch breite Lisenen gegliedert, mit hohem Walmdach. Unten Rechteckfenster, darüber hohe Rundbogenfenster. Portale in der Mitte der fünffenstrigen Süd- und Nordfassaden sowie an den drei Seiten des Ostschlusses. Westturm von Laterne abgeschlossen. Das Westportal durch ovale Inschrifttafel hervorgehoben. Im Inneren gut proportionierter Emporensaal mit flacher Decke über hoher Kehle, umlaufende dreigeschossige Emporen, die nur an der Ostseite zur Aufnahme des Altars unterbrochen sind. In die Emporen eingebaute Betstuben. Schlichter Altar, 1897, mit Bild des Auferstandenen. Hölzerne Kanzel, aus der gleichen Zeit, mit achteckigem Korb, Ecksäulchen und gemalten Darstellungen: Salvator und die Evangelisten. Hölzerne Taufe, 1854, mit Engelsköpfchen in flachem Relief. Eule-Orgel 1885, verändert. Zwei hölzerne Epitaphien, 1713 und 1721, mit Schrifttüchern, Wappen und Drapierungen. Auf dem aufgelassenen Friedhof sandsteinerne Grabmale des 18. und frühen 19. Jahrhundert.
2. ↑  Beschreibung des Gartendenkmals (Nora Kindermann, 23. Februar 2012):

  - Bauliche Schutzgüter:
    - Erschließung/Wegesystem: Dammweg in der Mittelachse des ehemaligen Herrenhauses (nach 1945 geschleift)

  - Wasserelemente: An Stelle der in den Meilenblättern abgebildeten Wasserflächen befinden sich heute sehr sumpfige Stellen
  - Vegetation:
    - Einzelbäume: großer, prägender Altbaumbestand aus Stieleichen (Quercus robur) und Linden (Tilia spec.), zwei Linden auf der Hofseite des ehemaligen Herrenhauses, den ehemaligen Eingang markierend
    - Hecken: geschnittene Hainbuchenhecke (Carpinus betulus) in der Nordhälfte des Parks, das symmetrisch dazu liegende Pendant in der Südhälfte ist in Resten ungeschnitten vorhanden
    - Geophyten: flächiger Bestand von Buschwindröschen (Anemone nemorosa), Einzelvorkommen von Maiglöckchen (Convallaria majalis), Gelbstern (Gagea lutea), ungefüllten Schneeglöckchen (Galanthus nivalis)

  - Sonstige Schutzgüter:
    - Bodenrelief: die Gartenfläche an sich ist relativ plan, herausgehoben sind der Dammweg, sowie der nördliche Bereich, dessen Böschung von der geschnittenen Hainbuchenhecke flankiert wird, im südlichen Teil befindet sich eine Böschung neueren Datums (die Altbäume sind zum Teil deutlich eingeschüttet)